# Penne nere
Penne nere é um filme italiano de 1952, do gênero drama de guerra, dirigido por Oreste Biancoli.

## Elenco
- Marcello Mastroianni.... Pietro 'Pieri' Cossutti
- Marina Vlady.... Gemma Vianello
- Camillo Pilotto.... Zef Cossutti (o avô)
- Vera Carmi.... Catina Cossutti
- Guido Celano.... Olinto Cossutti
- Enzo Staiola.... Antonio 'Tonino' Cossutti
- Hélène Vallier.... Natalìa Cossutti
- Liuba Soukhanowa.... Giulia Cossutti
- Giuseppe Chirarandini.... Don Angelo